# Adolph Kiefer
Adolph Gustav Kiefer (Chicago, 27 juni 1918 – Wadsworth (Illinois), 5 mei 2017) was een Amerikaans zwemmer.

## Biografie
Tijdens de Olympische Zomerspelen van 1936 won Kiefer op 18-jarige leeftijd de gouden medaille op de 100 m rugslag.
Tijdens de Tweede Wereldoorlog diende hij in de United States Navy en bereikte de rang van luitenant.
Kiefer overleed op 98-jarige leeftijd, op het moment van overlijden was hij de oudste levende Amerikaanse olympische gouden medaillewinnaar.
In 1965 werd Kiefer opgenomen in de International Swimming Hall of Fame.
1908: Arno Bieberstein ·
1912: Harry Hebner ·
1920: Warren Kealoha ·
1924: Warren Kealoha ·
1928: George Kojac ·
1932: Masaji Kiyokawa ·
1936: Adolph Kiefer ·
1948: Allen Stack ·
1952: Yoshinobu Oyakawa ·
1956: David Theile ·
1960: David Theile ·
1968: Roland Matthes ·
1972: Roland Matthes ·
1976: John Naber ·
1980: Bengt Baron ·
1984: Rick Carey ·
1988: Daichi Suzuki ·
1992: Mark Tewksbury ·
1996: Jeff Rouse ·
2000: Lenny Krayzelburg ·
2004: Aaron Peirsol ·
2008: Aaron Peirsol ·
2012: Matt Grevers ·
2016: Ryan Murphy ·
2020: Jevgeni Rylov ·
2024: Thomas Ceccon
- Library of Congress Control Number: n2017026610
- Virtual International Authority File: 4512149489100793810005
- WorldCat: E39PBJkMF38x3VpMfWVGtpCmh3